# Santana (Wyspy Świętego Tomasza i Książęca)
Santana – miasto na Wyspach Świętego Tomasza i Książęcej, na Wyspie Świętego Tomasza; 10 290 nieszkańców (2012). Stolica dystryktu Cantagalo.

## Współpraca
- Cascais, Portugalia